# Travet (Aramunt)
Travet és una partida rural del terme municipal de Conca de Dalt, a cavall dels territoris dels antics termes d'Aramunt i Hortoneda de la Conca, al Pallars Jussà.
Està situada al nord-est del Poble Vell d'Aramunt, a l'extrem oriental de l'antic terme d'Aramunt, i al sud-oest de Pessonada, a banda i banda del torrent Salat i de la llau de Cotura, que es troben justament a Travet. És a prop i al sud de la Borda de Cotura. Queda també a prop i al nord-est del cim del Canarill.
Hi menen des d'Aramunt el Camí de Toís i Travet i el Camí vell de Travet, que troben Travet després de deixar enrere la Borda de Cotura.
Consta de més de 26 hectàrees (26,3046) dins de l'antic terme d'Aramunt, a les quals cal afegir les de l'antic terme de Claverol. Aquestes terres són totes de secà, amb zones de matoll i improductives, i algunes pinedes i extensions d'ametllers i de pastures.